# Maxwellovy rovnice

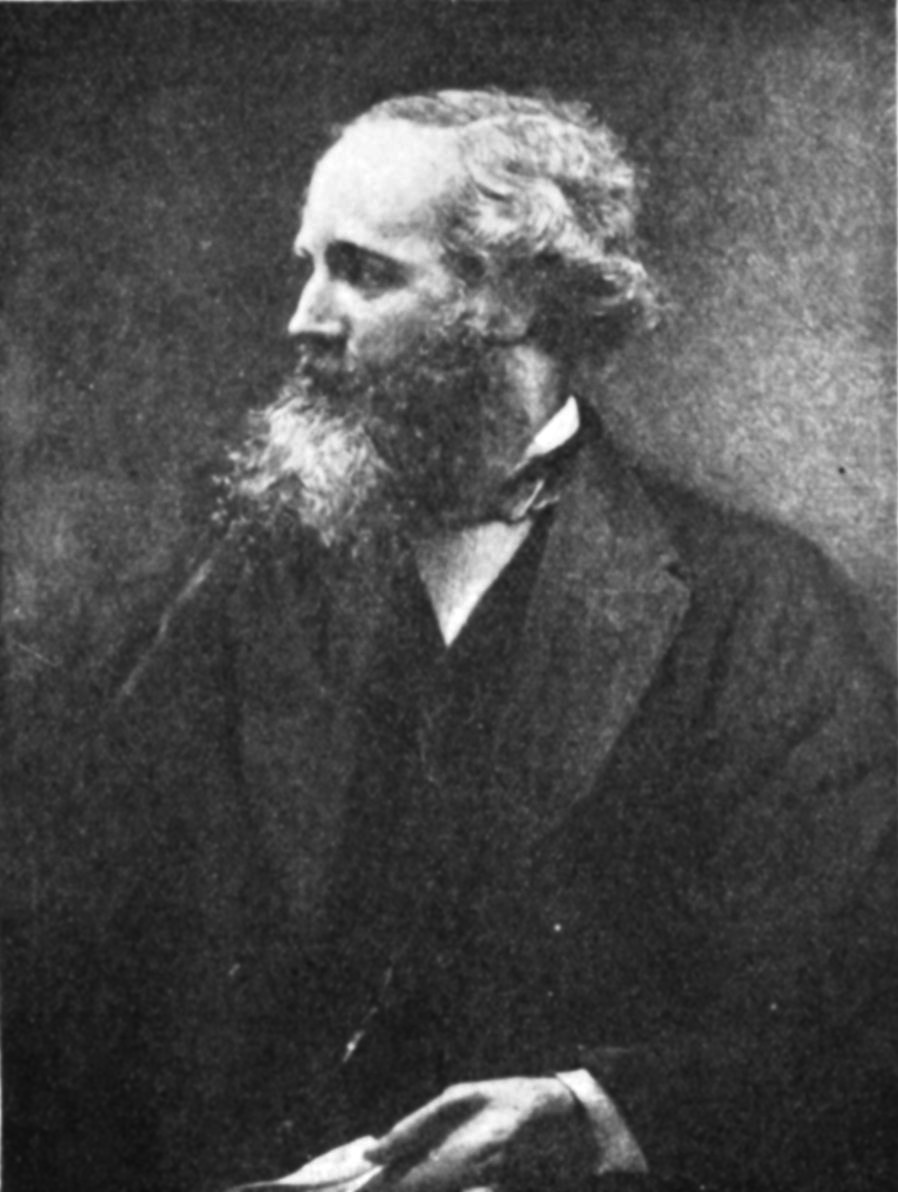
James Clerk Maxwell

Maxwellovy rovnice jsou základní zákony elektromagnetického pole, které James Clerk Maxwell představil v roce 1864 a poté v roce 1865 publikoval.
Maxwell dřívější poznatky a zákony elektřiny a magnetismu doplnil a sjednotil do jedné souborné teorie a vytvořil tak nový obor fyziky, elektromagnetismus. Protože do rovnic vstupuje jako konstanta rychlost světla, stalo se zřejmým, že světlo má stejnou podstatu jako elektřina (elektromagnetické vlnění). To pak vedlo ke krizi klasické fyziky, protože elektromagnetizmus byl v nesouladu s klasickou mechanikou.

## Formulace Maxwellových rovnic
Rovnice lze zapsat buď v integrálním nebo diferenciálním tvaru. V integrálním tvaru popisují elektromagnetické pole v jisté oblasti, kdežto v diferenciálním tvaru v určitém bodu této oblasti.
Níže uvedený zápis je platný v jednotkách soustavy SI. Zápis v jiných soustavách se od tohoto zápisu liší vynásobením některých členů konstantami, jako např. rychlostí světla c a {\displaystyle 4\pi } (Ludolfovo číslo) v soustavě CGS.

### První Maxwellova rovnice (zákon celkového proudu, zobecněnýAmpérův zákon)
Integrální tvar
{\displaystyle \oint _{c}{\boldsymbol {H}}\cdot \,\mathrm {d} {\boldsymbol {l}}=I+{\frac {\mathrm {d} {\mathit {\Psi }}}{\mathrm {d} t}}}
{\displaystyle {\mathit {\Psi }}\equiv \int _{S}{\boldsymbol {D}}\cdot \,\mathrm {d} \mathbf {S} }
{\displaystyle I=\int _{S}{\boldsymbol {j}}\cdot \,\mathrm {d} {\boldsymbol {S}}.}
Cirkulace vektoru intenzity magnetického pole H po libovolně orientované uzavřené křivce c je rovna součtu celkového vodivého proudu I a posuvného proudu {\displaystyle {\frac {\mathrm {d} {\mathit {\Psi }}}{\mathrm {d} t}}} ({\displaystyle {\mathit {\Psi }}} je tok elektrického pole plochou {\displaystyle S}, spřažený křivkou c). Křivka c a libovolná plocha S, jež křivku obepíná, jsou vzájemně orientovány pravotočivě.
Diferenciální tvar
{\displaystyle \nabla \times {\boldsymbol {H}}={\boldsymbol {j}}+{\frac {\partial {\boldsymbol {D}}}{\partial t}}.}
Rotace vektoru intenzity magnetického pole H je rovna hustotě vodivého proudu j a hustotě posuvného (Maxwellova) proudu {\displaystyle {\frac {\partial {\boldsymbol {D}}}{\partial t}}.}

### Druhá Maxwellova rovnice (zákon elektromagnetické indukce, Faradayův indukční zákon)
Integrální tvar
{\displaystyle \oint _{c}{\boldsymbol {E}}\cdot \,\mathrm {d} {\boldsymbol {l}}=-{\frac {\mathrm {d} {\mathit {\Phi }}}{\mathrm {d} t}},}
{\displaystyle {\mathit {\Phi }}\equiv \int _{S}{\boldsymbol {B}}\cdot \,\mathrm {d} {\boldsymbol {S}}.}
Cirkulace vektoru E po libovolně orientované uzavřené křivce c je rovna záporně vzaté časové derivaci magnetického indukčního toku spřaženého křivkou c. Křivka c a libovolná plocha S, jíž křivka obepíná, jsou vzájemně orientovány pravotočivě.
Diferenciální tvar
{\displaystyle \nabla \times {\boldsymbol {E}}=-{\frac {\partial {\boldsymbol {B}}}{\partial t}}.}
Rotace vektoru intenzity elektrického pole E je rovna záporně vzaté derivaci magnetické indukce B.

### Třetí Maxwellova rovnice (Gaussův zákon elektrostatiky)
Integrální tvar
{\displaystyle \oint _{S}{\boldsymbol {D}}\cdot \,\mathrm {d} {\boldsymbol {S}}=Q,}
{\displaystyle Q=\int _{V}\rho \,\mathrm {d} V.}
Elektrický indukční tok libovolnou vně orientovanou plochou S je roven celkovému volnému náboji v prostorové oblasti V ohraničené plochou S.
Diferenciální tvar
{\displaystyle \nabla \cdot {\boldsymbol {D}}=\rho .}
Divergence vektoru elektrické indukce D je rovna objemové hustotě volného náboje ρ. Ekvivalentní formulace: siločáry elektrické indukce začínají nebo končí tam, kde je přítomen elektrický náboj.

### Čtvrtá Maxwellova rovnice (zákon spojitosti indukčního toku)
Integrální tvar
{\displaystyle \oint _{S}{\boldsymbol {B}}\cdot \,\mathrm {d} {\boldsymbol {S}}=0.}
Magnetický indukční tok libovolnou uzavřenou orientovanou plochou S je roven nule.
Diferenciální tvar
{\displaystyle \nabla \cdot {\boldsymbol {B}}=0.}
Divergence vektoru magnetické indukce {\displaystyle {\boldsymbol {B}}} je rovna nule.
Ekvivalentní formulace: Neexistují magnetické monopóly. (hypotetická elementární částice která nese magnetický náboj)
Fyzikální proměnné použité v Maxwellových rovnicích shrnuje následující tabulka
| Označení                          | Význam                      | Jednotka SI |
| --------------------------------- | --------------------------- | ----------- |
| {\displaystyle {\boldsymbol {E}}} | intenzita elektrického pole | V/m         |
| {\displaystyle {\boldsymbol {H}}} | intenzita magnetického pole | A/m         |
| {\displaystyle {\boldsymbol {D}}} | elektrická indukce          | C/m²        |
| {\displaystyle {\boldsymbol {B}}} | magnetická indukce          | T = kg/s/C  |
| {\displaystyle \ \rho \ }         | hustota volného náboje      | C/m³        |
| {\displaystyle {\boldsymbol {j}}} | hustota elektrického proudu | A/m²        |

### Alternativní řazení a seskupování
Zde použité seřazení (očíslování) oněch 4 rovnic není zcela ustálené a různí autoři se v tomto mohou lišit.
Jedním z nejpoužívanějších alternativních řazení je postavení Gaussova zákona elektrostatiky a zákona spojitosti indukčního toku na 1. a 2. místo (jakožto ty jednodušší rovnice) a až po nich psát složitější Faradayův a nakonec Ampérův zákon.
Toto seskupování do dvojic (první a druhá "série" Maxwellových rovnic) má své důvody. V jednom přístupu se sdružují rovnice se zdroji polí (představovanými hustotami náboje a proudu) a rovnice bez zdrojů, které mohou být chápány jako počáteční podmínky pro danou úlohu řešení elektromagnetického pole. Alternativní seskupování je založeno na tom, že se v případě stacionárního pole z jedné dvojice (série) stanou rovnice pro elektrické a z druhé pak rovnice pro magnetické pole.

## Materiálové vztahy pro materiály s lineární závislostí
Pro širokou třídu materiálů lze předpokládat, že elektrická polarizace P (C/m2) a magnetizace M (A/m) jsou vyjádřeny jako:
{\displaystyle {\boldsymbol {P}}=\chi _{e}\varepsilon _{0}{\boldsymbol {E}}}
{\displaystyle {\boldsymbol {M}}=\chi _{m}{\boldsymbol {H}}}
a že pole D a B jsou s E a H provázány vztahy:
{\displaystyle {\boldsymbol {D}}\ \ =\ \ \varepsilon _{0}{\boldsymbol {E}}+{\boldsymbol {P}}\ \ =\ \ (1+\chi _{e})\varepsilon _{0}{\boldsymbol {E}}\ \ =\ \ \varepsilon {\boldsymbol {E}}}
{\displaystyle {\boldsymbol {B}}\ \ =\ \ \mu _{0}({\boldsymbol {H}}+{\boldsymbol {M}})\ \ =\ \ (1+\chi _{m})\mu _{0}{\boldsymbol {H}}\ \ =\ \ \mu {\boldsymbol {H}},}
kde:
{\displaystyle \chi _{e}} je elektrická susceptibilita materiálu,
{\displaystyle \chi _{m}} je magnetická susceptibilita materiálu,
ε je elektrická permitivita materiálu a
μ je permeabilita materiálu
V nedisperzním izotropním médiu jsou ε a μ skaláry nezávislé na čase, takže Maxwellovy rovnice přejdou na tvar:
{\displaystyle \varepsilon \cdot \mathbf {div} {\boldsymbol {E}}=\rho }
{\displaystyle \mu \cdot \mathbf {div} {\boldsymbol {H}}=0}
{\displaystyle \mathbf {rot} {\boldsymbol {E}}=-\mu {\frac {\partial {\boldsymbol {H}}}{\partial t}}}
{\displaystyle \mathbf {rot} {\boldsymbol {H}}=\mathbf {j} +\varepsilon {\frac {\partial {\boldsymbol {E}}}{\partial t}}}
V homogenním médiu jsou ε a μ konstanty nezávislé na poloze a lze tedy jejich polohu zaměnit s parciálními derivacemi podle souřadnic.
Obecně mohou být ε a μ tenzory druhého řádu, které potom odpovídají popisu dvojlomných (anizotropních) materiálů. Nehledě na tato přiblížení však každý reálný materiál vykazuje jistou materiálovou disperzi, díky níž ε nebo μ závisí na frekvenci.
Pro většinu typů vodičů platí mezi proudem a elektrickou intenzitou Ohmův zákon ve tvaru
{\displaystyle {\boldsymbol {j}}=\sigma {\boldsymbol {E}},}
kde σ je měrná vodivost daného materiálu.

## Maxwellovy rovnice jako vlnové rovnice potenciálů
Ekvivalentně (a mnohdy s výhodou) lze vyjádřit Maxwellovy rovnice pomocí skalárního a vektorového potenciálu {\displaystyle \varphi } a {\displaystyle {\boldsymbol {A}}}, které jsou definovány tak, aby platilo
{\displaystyle {\boldsymbol {B}}=\nabla \times {\boldsymbol {A}}\,,}
{\displaystyle {\boldsymbol {E}}=-\nabla \varphi -{\frac {\partial {\boldsymbol {A}}}{\partial t}}\,.}
{\displaystyle {\boldsymbol {E}}} a {\displaystyle {\boldsymbol {B}}} se přitom nezmění, pokud k potenciálu {\displaystyle \varphi } přičteme libovolnou konstantu, nebo k {\displaystyle {\boldsymbol {A}}} gradient libovolného skalárního pole. Proto pro jednoduchost výsledných rovnic můžeme navíc zvolit tzv. Lorenzovu kalibrační podmínku
{\displaystyle \nabla \cdot {\boldsymbol {A}}+\varepsilon \mu {\frac {\partial \varphi }{\partial t}}=0\,.}
Maxwellovy rovnice potom mají tvar vlnových rovnic
{\displaystyle \square \varphi =-{\frac {\rho }{\varepsilon }}\,,}
{\displaystyle \square {\boldsymbol {A}}=-\mu \,{\boldsymbol {j}}\,,}
kde {\displaystyle \square } je d'Alembertův operátor.
Ve speciální teorii relativity tvoří elektrický a magnetický potenciál dohromady čtyřvektor zvaný čtyřpotenciál {\displaystyle A^{\nu }}. Také d'Alembertův operátor lze zobecnit na čtyřvektory. V tomto formalismu (a s předpokladem Lorenzovy podmínky) lze pak všechny Maxwellovy rovnice napsat jako jedinou nehomogenní vlnovou rovnici
{\displaystyle \square A^{\nu }=-{\mu J^{\nu }}\,.}
kde {\displaystyle J^{\nu }} je elektrický čtyřproud a {\displaystyle \mu } je permeabilita. Ve vakuu je navíc čtyřproud nulový, takže rovnice se stane homogenní a její řešení odpovídá šíření elektromagnetických vln.